# Amyda cartilaginea
La tortuga de closca tova asiàtica (Amyda cartilaginea) és una espècie de tortuga de la família Trionychidae pròpia del sud-est asiàtic.

## Descripció
Aquesta espècie és considerada entre les grans. Molts exemplars d'aquesta espècie arriben a superar els 70 cm de longitud en la closca de pell amb un pes total entre els 30 i 40 kg. La mesura màxima coneguda en aquesta espècie és de 76.3 cm en la closca de pell, aconseguint tal exemplar una longitud de 52.7 cm en el disc d'os baix tal closca, no obstant això, un altre exemplar, de museu, arriba als 57.0 cm en el disc d'os. La closca de pell és ovalada.

## Distribució i hàbitat
Aquesta tortuga és natural d'Indoxina i les illes majors d'Indonèsia: Java, Borneo i Sumatra.
Habita en els rierols d'aigües transparent i en els dipòsits d'aigua no gaire clara, com els pantans.

## Reproducció
La posada consisteix en 4 a 10 ous, encara que és possible que les femelles grans posin fins a 30. Una femella pot posar diverses, tres o quatre, vegades a l'any. La incubació pren més de 130 dies.

## Dieta
S'alimenta de peixos, amfibis i altres animals aquàtics.